# Kobe Port Tower
La Kobe Port Tower (神戸ポートタワー?, Kōbe Pōto Tawā) è una torre panoramica situata all'interno del Meriken Park, nel porto della città di Kōbe, in Giappone.
Alta 108 metri e completata nel 1963 per commemorare il 90º anniversario dell'apertura del porto, la Kobe Port Tower è diventata ben presto un'icona nello skyline di Kobe e un'attrazione per i turisti di tutto il mondo.

## La struttura
La torre presenta una doppia struttura: cilindrica nella sezione centrale e iperboloide nella parte esterna. Quest'ultima è formata da tralicci tubolari in acciaio e la sua forma ricorda quella di un tamburo tradizionale giapponese allungato. Le due strutture sono collegate tra loro attraverso bracci orizzontali in acciaio.
Inizialmente il colore scelto per l'intera struttura era l'argento ma, poiché incompatibile con l'altezza della struttura (a causa di una legge riguardante l'aviazione), fu cambiato con un più visibile rosso.
L'intera struttura è visibile di notte grazie a un impianto di illuminazione composto da 7000 LED. Sulla sommità della torre è inoltre visibile un'insegna luminosa al neon rappresentante la scritta "PORT OF KOBE".
Sono presenti 3 piani nella parte inferiore e 5 piani panoramici nella parte superiore, raggiungibili grazie a due ascensori posti nella sezione centrale della struttura.

### Piani inferiori
Al primo piano sono presenti quattro ingressi, la biglietteria, l'accesso al vano ascensori e un negozio di souvenir. Al secondo piano è presente una prima caffetteria che può ospitare fino a 50 avventori.

### Piani panoramici
Il primo piano panoramico presenta, in due punti del pavimento, degli speciali vetri traslucidi che diventano trasparenti con l'avvicinarsi dei visitatori, permettendo di osservare la zona sottostante da un'altezza di circa 75 metri.
Nel terzo piano è presente una caffetteria panoramica che ruota di 360° ogni 20 minuti.
La piattaforma panoramica al quinto piano, posta a 90,28 metri di altezza, offre un punto di vista privilegiato sia sulla città di Kobe che sulla Baia di Osaka: con una buona visibilità, infatti, è possibile scorgere la città di Osaka, il Monte Rokko e l'Aeroporto Internazionale del Kansai. Il soffitto è inoltre dotato di un sistema di illuminazione a fibra ottica che riproduce le principali costellazioni nelle diverse stagioni dell'anno.

## Premi e riconoscimenti
- Nel 1963 è stata insignita del 15º Architectural Institute of Japan Best work Award.
- Nel 1965 ha vinto il 6º premio BCS (Building Contractors Society).
- Nel settembre 2003 è stato inserita dal DOCOMOMO Japan nella lista dei 164 edifici rappresentativi dell'architettura del Movimento Moderno in Giappone.

## Curiosità
- Il 21 novembre 2013 è stato celebrato il 50º anniversario della cerimonia di apertura.
- La mascotte ufficiale della torre è Captain Tower-kun (キャプテンタワー君?)[5]
- La Kobe Port Tower compare nel film fantascientifico Attenzione! Arrivano i mostri, in cui viene abbattuta dal mostro Barugon.

## Galleria d'immagini

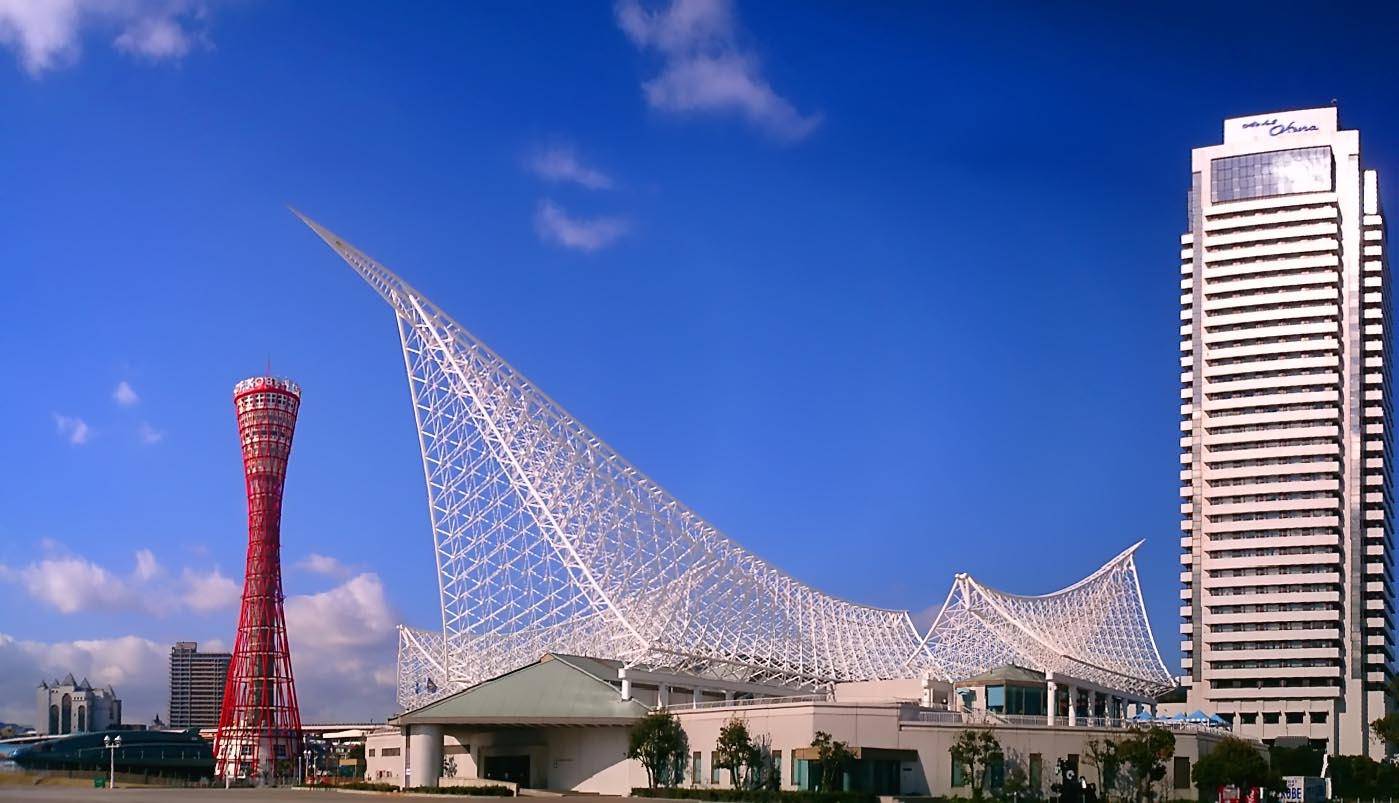
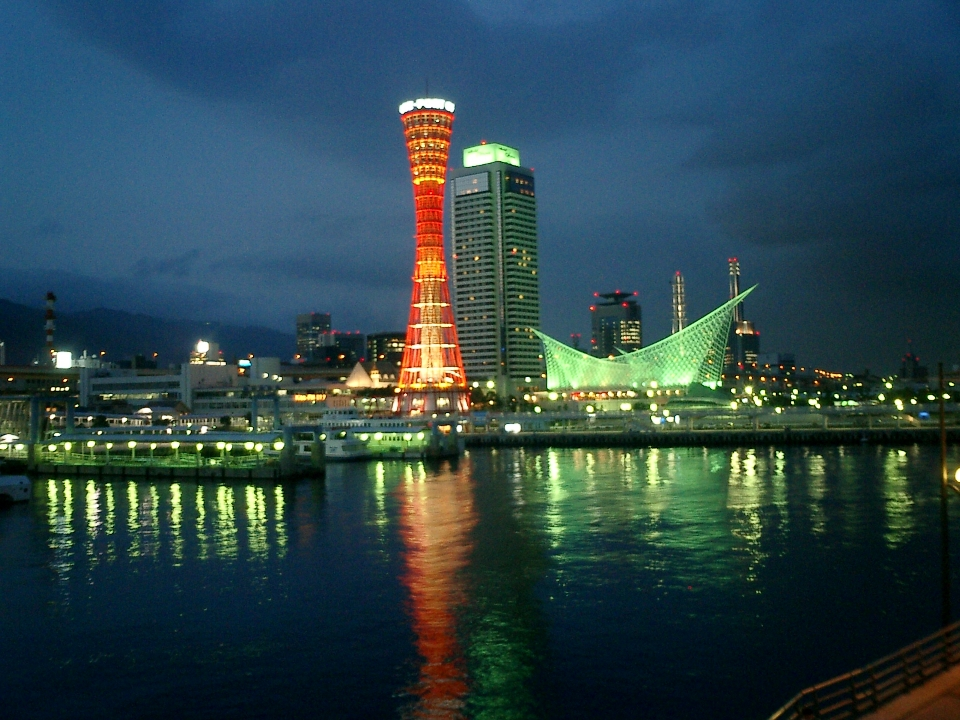
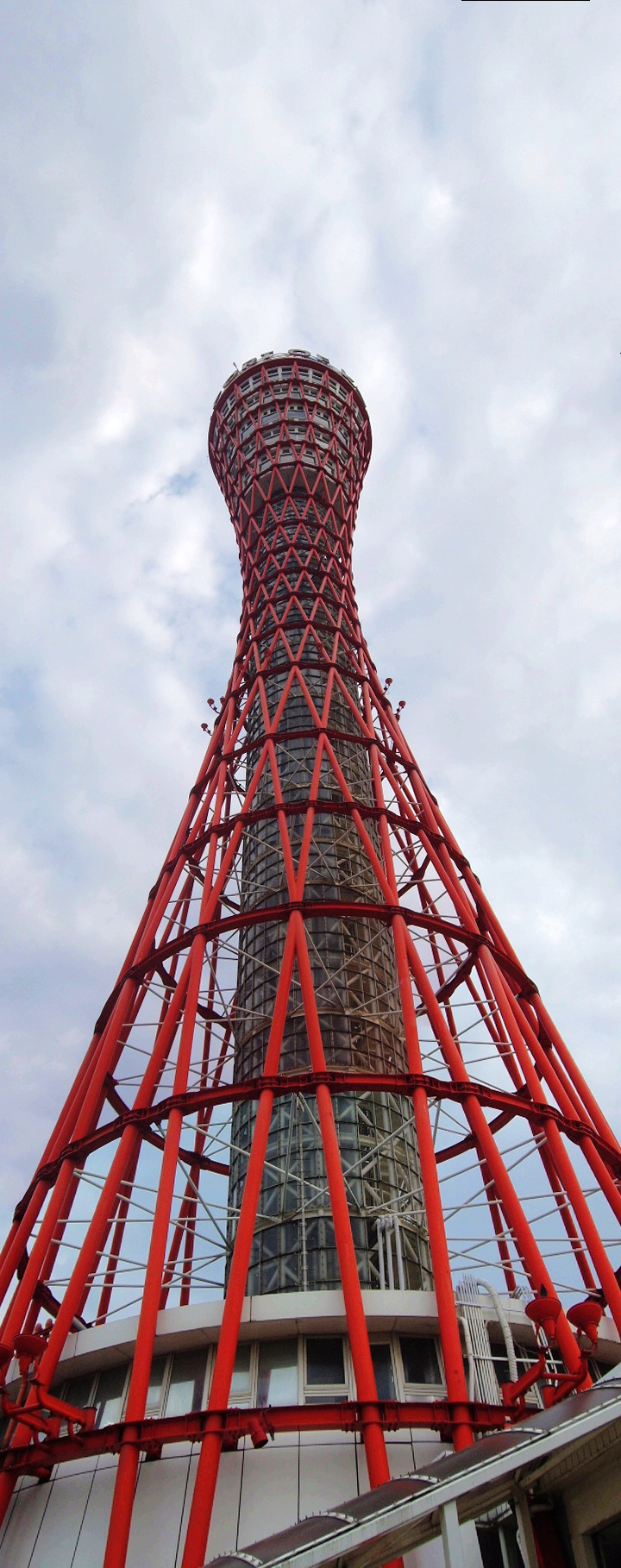
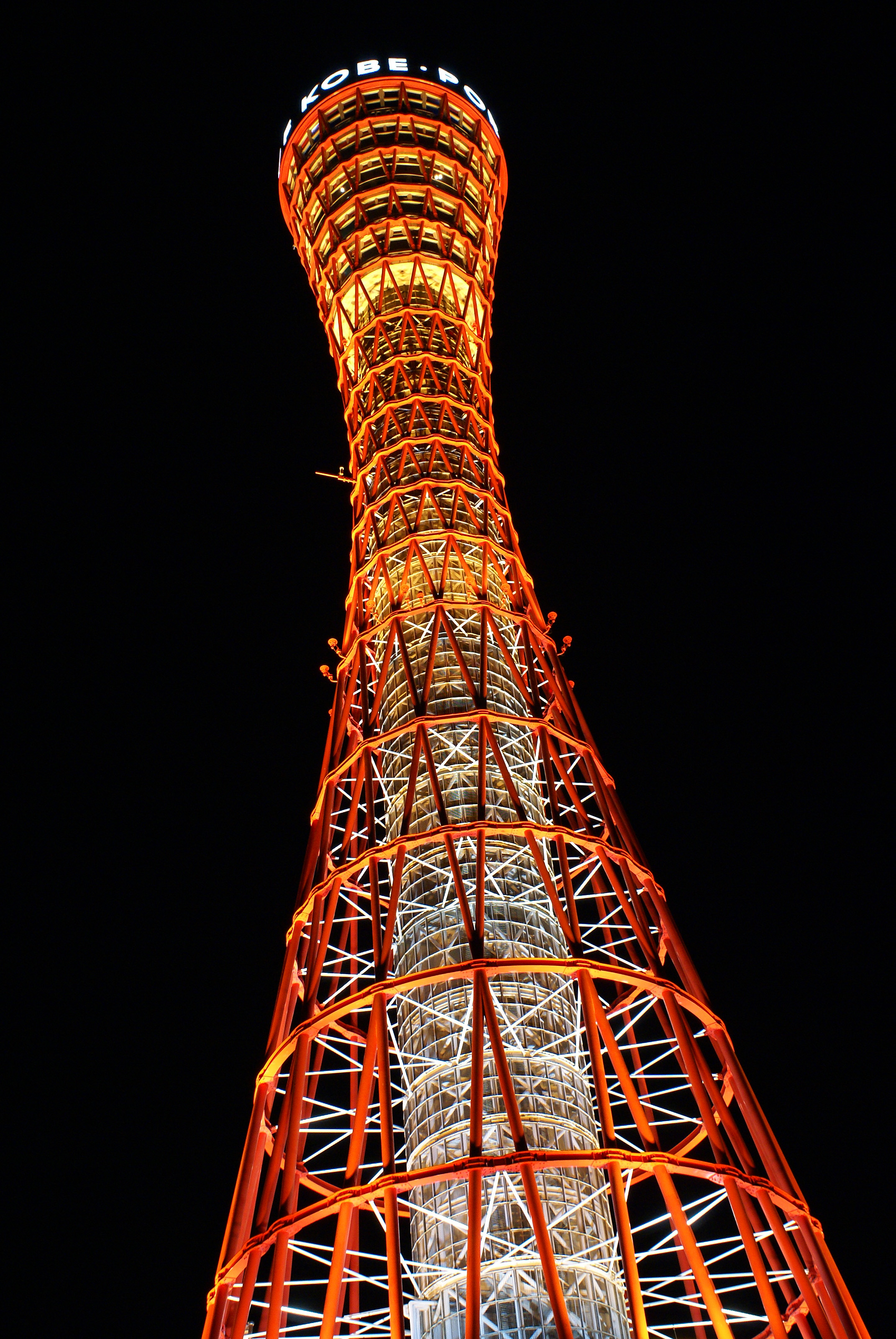
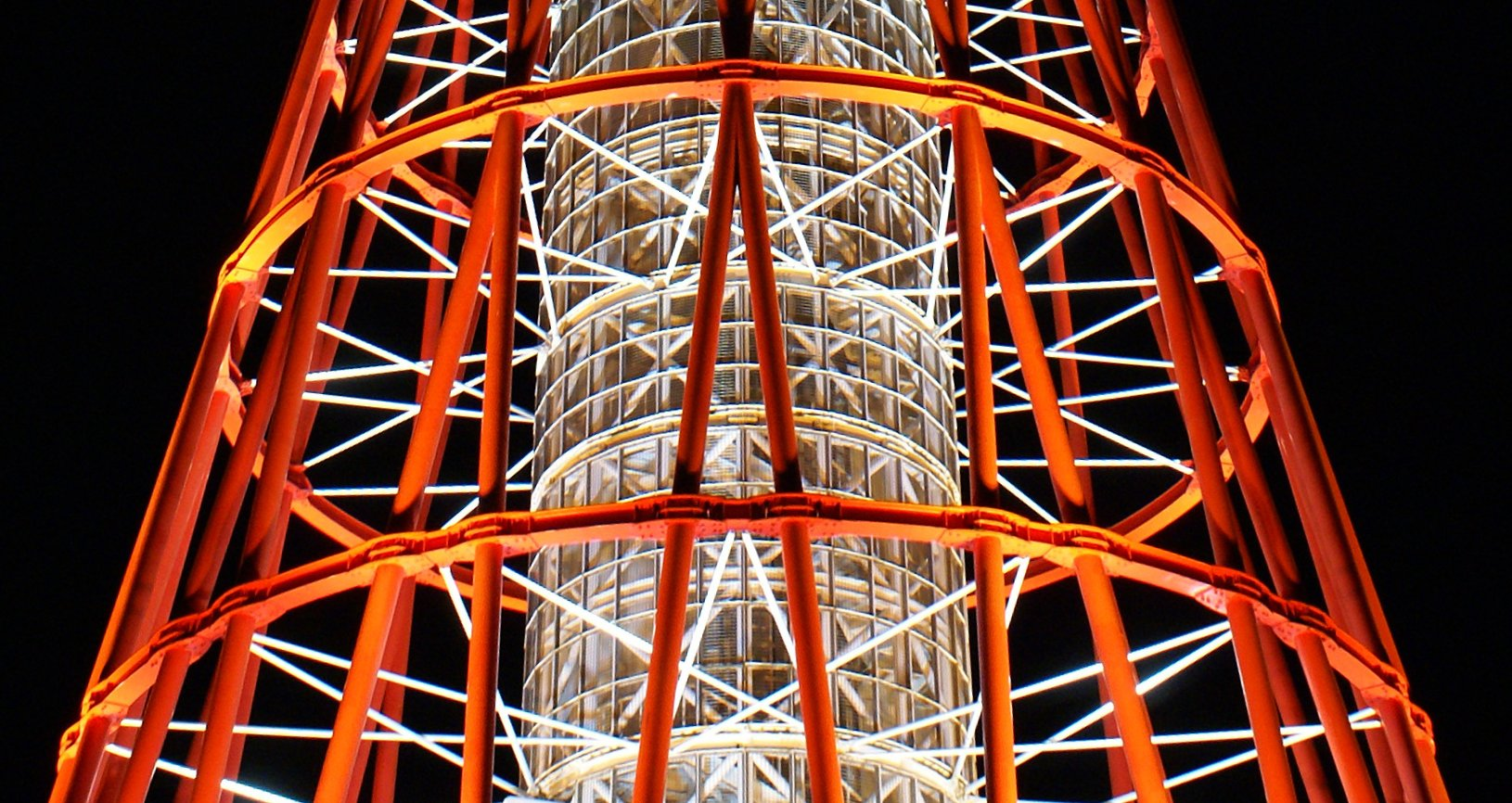